# Johann Pommeresch

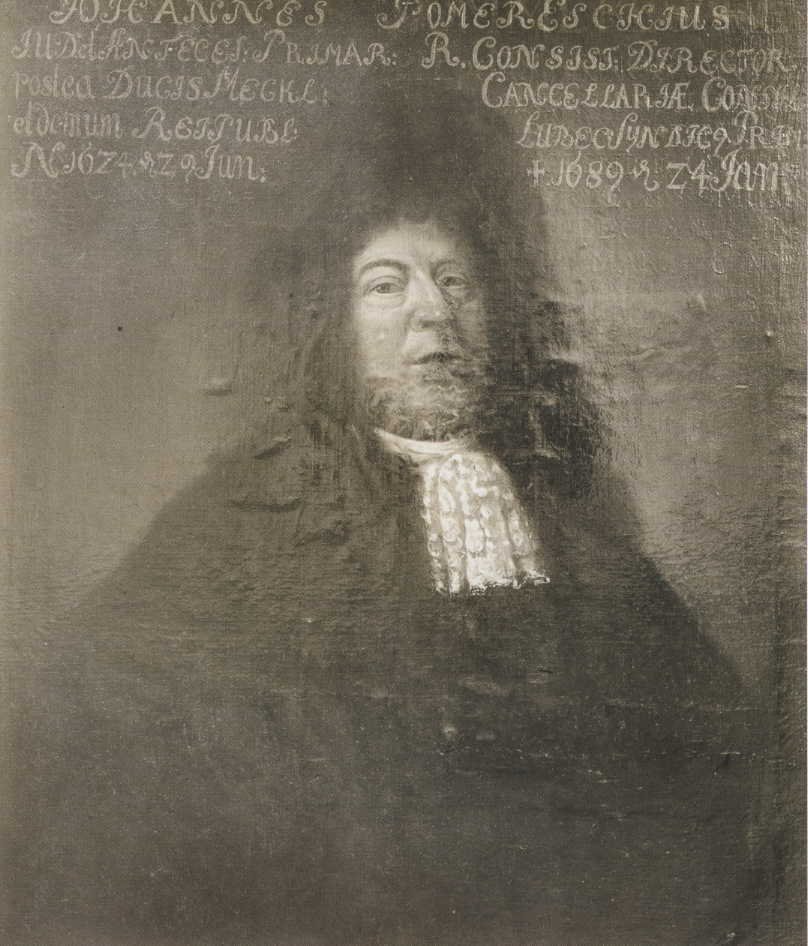
Johann Pommeresch

Johann Pommeresch, auch Johannes Pommeresche (* 29. Juni 1624 in Greifswald; † 24. Januar 1689 in Lübeck) war ein deutscher Professor der Rechte.

## Leben
Johann Pommeresch war der Sohn des pommerschen Hofgerichtsadvokaten Heinrich Pommeresch aus einer Möllner Ratsfamilie und der Emerentia Levenstohn aus der ursprünglich in Edinburgh ansässigen Familie Livingstone/Murray. Sein Vater starb schon 1630. Der Junge wurde von seinem Schwager Andreas Helwig, dem Rektor des Stralsunder Gymnasiums, aufgenommen. Kaum zehnjährig wurde er dem Rostocker Professor Peter Lauremberg übergeben, der jedoch bald starb, sodass Johann in das Haus seines Vetters, des Greifswalder Professors Franz Stypmann, aufgenommen wurde und von 1638 bis 1640 die Greifswalder Stadtschule besuchte.
Johann Pommeresch ging im August 1643 an die Universität Rostock, um Jura zu studieren, kehrte jedoch bald nach Greifswald zurück, um als Hauslehrer den Neffen Baron von Erskeins zu unterrichten. 1647 lehrte er am Danziger Gymnasium Jura. Eine Bildungsreise in die Niederlande brach er 1650 ab, um in Greifswald die Professur seines Lehrers Stypmann zu übernehmen.
Er promovierte 1651 zum Lizentiaten und ein Jahr später zum Doktor der Rechte. Im selben Jahr heiratete er Sophia Eleonora Braun-Johannis († 1672). 1674 heiratete er Anna Joel († 1684).
1660 wurde Pommeresch Konsistorialassessor, 1668 Direktor des Greifswalder Konsistoriums. Er stand in der Gunst von Königin Christina, von der er die Generaladvokatur und die Oberland-Richterschaft für ihre pommerschen Domänen erhielt.
1678 wurde Pommeresch Hoflehrer des Prinzen Carl von Mecklenburg-Strelitz in Güstrow. Sieben Monate später trat er das Amt des Ersten Syndicus der Hansestadt Lübeck an.
Nach der Trauerfeier in Lübeck wurde er im Erbbegräbnis seiner Familie im Dom St. Nikolai (Greifswald) bestattet.